# Avro Vulcan
Avro Vulcan je britanski podzvučni bombarder s delta krilima a koristio ga je RAF u razdoblju od 1953. do 1984. Vulcan je obavljao funkciju V bombardera a uloga mu je bila nuklearni udar na Sovjetski Savez. Danas je ostao samo jedan zrakoplov koji je u letnom stanju.  

## Dizajn i razvoj
Radovi na novom dizajnu započinju 1947. pod rukovodstvom Roya Chadwika. Ministarstvo obrane je zahtijevalo bombardera s maksimalnom brzinom od 930 km/h, maks. visinom rada od 15.000 m, dosega od 5.500 km i da ima sposobnost nošenja tereta od 4.500 kg te nuklearnog naoružanja.
Zrakoplov su pokretala 4 Bristol Olympus turbo-mlazna motora koji su mu omogućavali brzinu od 830 km/h pri niskim visinama, dok je na većim visinama Vulcan mogao doseći brzinu od čak 1040 km/h.
Zbog svojeg oblika (slično "letećem krilu") Vulcan ima jako mali radarski odraz, no jedina stvar koja ometa te stealth karakteristike je vertikalni stabilizator.
Treba napomenuti da od pet članova posade koliko ih ima Avro Vulcan, samo pilot i kopilot sjede na sjedalima za katapultiranje, dok je ostatak posade smješten u unutrašnjosti zrakoplova i u slučaju obaranja čeka ih gotovo sigurna smrt.

## Povijest korištenja
U rujnu 1956. RAF je primio prvog Vulcana oznake B.1 XA897 te je odmah uključen u službu. 1. kolovoza 1956. isti taj zrakoplov oznake XA897 se srušio zbog prekratke piste na Heathrowu u lošim vremenskim uvjetima. Pilot i kopilot su se uspješno katapultirali dok je ostatak posade (koji nema mogućnoz katapultiranja) na mjestu poginuo.
Drugi Vulcan je zrakoplovstvu isporučen tek 1957. B.2 inačica Vulcana je prvi put testirana 1957. te je u službu ušla 1960. Nova inačica je imala veća krila te dodatke koji su smanjivali turbulencije.
Tijekom zračne predstave na Novom Zelandu jedan Vulcan je bio teško oštećen jer je "trbuhom" zakačio tlo no pilot ga je ipak uspješno spustio na tlo. Tada se postavilo pitanje da li ga popravljati ili otpisati. Na kraju ga je popravilo osoblje Novo Zelandskog zrakoplovstva te je zrakoplov ponovno bio operativan. Vulcan je bio čest gost i u SAD-u gdje je sudjelovao na zračnim mitinzima ali i u vježbama RAF-a i Ratnog zrakoplovstva SAD-a.
Avro Vulcan je imao glavnu ulogu izvoditi strateške nuklearne napade, no često se koristio i u druge svrhe poput morskog izviđanja, konvencionalnog bombardiranja i punjenja goriva u letu. Neki zrakoplovi su čak bili modificirani da služile kao testna podloga za testiranje novih raketa.

## Inačice

### Vulcan B.1
B.1 je bila prva proizvodna inačica te će poslužiti kao osnova za razvoj drugih inačica. Prilikom izgradnje uglavnom se koristio aluminij te na nekim dijelovima i magnezij. Izvorno su je pokretala četiri Olympus 101 motora s 49,0 kN potiska no kasnije tijekom proizvodnje zamijenjeni su unaprijeđenim Olympus 102 s 53,5 kN. Na kraju proizvodnje ove inačice pokretala su četiri Olympus 104 motora s 57,9 kN potiska, a kako su se u međuvremenu instalirali noviji motori, prijašnji zrakoplovi su konstantno unaprijeđivani. 
Prva dva prototipa su imala jednostavna delta krila koja su bila povučena prema nazad za 52 stupnja, no ovaj dizajn je imao problema pri velikim brzinama kada je postajao jako nestabilan, te je zbog toga predloženo novo krilo koje je bilo pod kutom od 42 stupnja i na sredini se "lomilo" te kasnije ponovno vraćalo pod kutom od 52 stupnja. Nova poboljšana krila Phase 2 su procijenjena na jednom od dva Avro 707A demonstratora te kasnije nadodana na drugi prototip. Prvi B.1 Vulcani su zapravo imali potpuno ravna delta krila jer nije bilo vremena da se modificiraju kako bi bili isporeučeni na vrijeme. Svako krilo je imalo pet gumenastih spremnika za gorivo te dva čvrsta spremnika u trupu, a sam zrakoplov je imao složen sustav za kontrolu goriva što mu je omogućavalo da ostane u ravnoteži prilikom leta i nakon što se jedan dio goriva potroši.
Podvozje je bilo tricikl konfiguracije s glavnim podvozjem na krilima koji se uvlačio odmah uz motore. Svaki dio glavnog podvozja je imao osam kotača tj. četiri kotača u dva reda, dok je nosni dio imao dva pokretna kotača. Podvozje je bio dosta visoko što je stvaralo dosta prostora između trbuha zrakoplova i piste omogućujući "lagana" slijetanja. B.1 je imao i padobran za kočenje smješten u desnom dijelu vertikalnog stabilizatora.
Pilot i kopilot su upravljali zrakoplovom palicom nalik onoj u lovačkim zrakoplovima te nisu imali autopilota, dok je u nosu bio smješten navigacijski i bombarderski radar EMI H2S koji je zapravo bio dosta unaprijeđena inačica originalnog H2S radara iz Drugog svjetskog rata.
Jedina obrana koju je B.1 imao, je bio sustav protumjera koje su blokirale bežičnu komunikaciju. Razlog tomu je što se Sovjetsko presretanje zrakoplova svodilo na navođenje presretača od strane zemaljske kontrole pomoću bežične radio veze, no ovo je uskoro postalo besokorisno jer su Sovjeti unaprijedili svoju obranu ne oslanjajući se samo na zemaljske radare.
Količina naoružanja koju je mogao ponijeti je bila 9.450 kg, smješteno u unutarnjem prostoru u trupu zrakoplova. Prostor je bio širok 3,2 metra i dugačak 8,84 metara, no unatoč tomu nije bio dovoljno veliko da u njega slobodno stane 40 kilotonska fizijska bomba Blue Danube te su na bombu instalirana nova krilca koja se otvaraju tek nakon što se baci iz zrakoplova. Planirala se i mogućnost nošenja TV navođenih raketa Blue Boar te protubrodskih raketa, no ti projekti nisu zaživjeli. Kasnije nuklearno naoružanje se svodilo na manje bombe (Yellow Sun Mark 1 i 2) te je višak prostora često bio iskorišten kao dodatni prostor za gorivo kako bi imao veći domet.
Jedina "vojna" služba u kojoj je sudjelovala je bila u Maleziji tijekom sukoba. Velika Britanija je poslala nekoliko zrakoplova, no nisu letjeli borbene letove, već su tu više imali ulogu zaštrašivanja i odvraćanja od napada. Često su obavljali i duge patrolne letove kako bi pokazala svoj veliki radijus djelovanja.

### Vulcan B.1A
Nakon nekog vremena, RAF je shvatio da su protumjere B.1 inačice jako slabe te da su njegove šanse preživljavanja u borbi jako male, zbog toga je pokrenut razvoj inačice s već postojećom protumjerom blokiranja radio signala te novim sustavima poput: ometača, izbacača mamaca te sustavom upozoravanja. Novi zrakoplov je dobio oznaku B.1A a ukupno je 28 postojećih zrakoplova preinačeno na novi standard počevši od srpnja 1959. sa zadnjim vraćenim u službu u ožujku 1963. Ne modificirani B.1 su povučeni iz primarne službe, te su od tada obavljali uglavnom sekundarne službe testiranja.

### Vulcan B.2
Radovi na novoj inačici oznake B.2 započinju pred kraj 1955. a formalnu dozvolu za razvoj ministarstvo zrakoplovstva izdaje u svibnju 1956. Za potrebe razvoja, drugi prototip Vulcana je dobio nova Phase 2C krila i Olympus 102 motore a probni let u ovoj konfiguraciji je imao 31. kolovoza 1957. Prvi let prvog proizvodnog B.2 Vulcana je bio 19. kolovoza 1958. s isporukama operativnih jedinica u srpnju 1960.
83. eskadrila RAF-a je bila prva koja je primila nove jedinice, zamijenivši starije B.1 inačice u proljeće 1961. Kasnije su 44-a, 50-a i 617-a eskadrila dobile nove zrakoplove, a kasnije su oformljene i nove eskadrile s B.2 inačicama (9-a, 12-a 27-a i 35-a eskadrila). Svi Vulacni su bili pod kontrolom RAF-ovog bombarderskog zapovijedništva (kasnije udarnog zapovijedništva). Posljednji od 89 B.2-a (zadnji proizvedeni Vulcan) je RAF-u dostavljen u siječnju 1965.
Rano proizvedene B.2 inačice su izvorno imale četiri Bristol Siddeley Olympus 201 turbomlazna motora, od koji je svaki razvijao 75,5 kN potiska no na kasnije proizvedene zrakoplove su ugrađivani snažniji Olympus 301 motori s 98,1 kN potiska, te je oko pola zrakoplova unaprijeđeno s ovim motorima. Zbog snažnijih motora, povećani su i usisnici kako bi snabdjevali motore s više zraka. Postojali su planovi da se i raniji zrakoplovi unaprijede s Olympus 301 motorima, no zbog promjena u doktrini to nikad nije provedeno. 
U odnosu na B.1A inačicu, B.2 je imao nekoliko većih izmjena (osim sustava protumjera koji je preuzet s B.1A inačice)
- Jače podvozje koje je moglo izdržati pri slijetanju zbog povećane težine.
- Autopilot Smiths Mark 10A koji je olakšao rukovanje zrakoplovom pri dugim letovima.
- Novi 200 voltni električni sustav.
- Plessy turbina za stvaranje pomoćne struje.
- Roverov sustav za dodantno snabdijevanje strujom smješten u desnom krilu.

B.2 je imao i cijev za nadolijevanje goriva u letu koja je bila smještena u nosu, no ovaj dodatak se počeo ugrađivati tek na kasnije proizvedenim zrakoplovima. S uvođenjem B.2-a u službu, 1962. RAF je uveo i grupu za brza reagiranja (quick reaction alert QRA) u kojoj su posade i zrakoplovi naoružani s nuklearnim bombama bili stalno u pripravnosti.
Jednom kad bi poletio, Vulcan B.2 je imao odlične performanse pri letovima na velikim visinama te je bio iznimno okretan što mu je davalo prednost u odnosu na tadašnje presretače koji su imali problema i pri najmanjim skretanjima. Iako se prilikom dizajniranja nije o tome razmišljalo, Vulcan je zbog svojih zakrivljenih površina imao smanjem radarski odraz što ga je činilo teško uočljivim na radaru.

## Nesreće
- 1. kolovoza 1956. B.1 Vulcan oznake XA897 se srušio na Heathrowu nakon što je preletio stazu. Zrakoplov je trbuhom udario od tlo te ga je pilot pokušao podići dajući gas, no zrakoplov je bio previše oštećen te je zastao u zraku i ponovno počeo padati. Pilot i kopilot su se uspješno katapultirali dok je ostatak posade poginuo.

- 20. rujna 1958. tijekom pokusnog leta na visini od 70 m iznad piste, zrakoplov je počeo zanositi na desnu stranu. Uskoro je otpao jedan cijeli dio krila te se zrakoplov počeo nekontrolirano vrtjeti. Pao je na tlo te je izbio požar. Poginula je cijela posada i nekoliko članova osoblja na tlu. Na kraju se otkrilo da je za sve bila odgovorna pilotova pogrešna brzina preleta te da je popustio strukturalni integritet zbog prevelike G sile, a pošto je to bio prototip njegova konstrukcija to nije mogla podnijeti.

- 24. listopada 1958. Vulcan XA908 se srušio u Detroitu nakon potpunog otkazivanja električnih sustava. Otkazivanje se dogodilo na visini od 9,100 m no nakon kvara trebao se uključiti pomoćni sustav koji je mogao raditi 20 min. no kako je došlo da kratkog spoja sustav je radio samo dvije minute. Svi članovi posade su poginuli uključujući kopilota koji se uspio katapultirati. On je pao u jezero St. Clair i utopio se.

- 24. srpnja 1959. Vulcan XA891 se srušio nakon električnog kvara tijekom testiranja motora. Cijela posada je uspjela napustiti zrakoplov na vrijeme prije nego što se srušio. To je bio prvi slučaj da se cijela posada uspjela spasiti.

- 12. lipnja 1963. Vulcan XH477 je pao u Škotskoj. Pretpostavlja se da je posada pokušavala proći između dva brda te da su krilom zahvatili tlo. Svi članovi posade su poginuli.

- 11. svibnja 1964. Vulcan XH535 se srušio tijekom leta pri niskoj brzini. Ubrzo nakon polijetanja, zrakoplov je zastao i počeo padati. Cijela posada u stražnjem dijelu (4 člana) je poginula dok su se pilot i kopilot katapultirali, no i oni su zadobili teške ozljede.

- 16. srpnja 1964. Vulcan XA909 se srušio nakon što su mu se motori zapalili. Stražnja posada je napustila zrakoplov na vrijeme dok su pilot i kopilot pokušali maknuti avion izvan naseljenog područja. Nakon što su to uspjeli i oni su se uspješno katapultirali.

- 11. veljače 1966. Vulcan B.2 XH536 se srušio tijekom niskog leta. Zrakoplov je krilom zahvatio tlo i zabio se u zemlju, svi članovi posade su poginuli.

- 7. siječnja 1971. Vulcan B.2 XM610 se srušio blizu County Durhama nakon što je izbio požar na motorima. Cijela posada je preživjela.

- 14. listopada 1975.Vulcan B.2 XM 645 se teško oštetio nakon što je preletio pistu. Pilot je uspio ponovno podignuti zrakoplov te se pokušao spustiti na drugu pistu, no dok se pripremao za novo slijetanje zrakoplov se raspao u zraku. Svi osim pilota i kopilota su poginuli.

- 12. kolovoza 1978. Vulcan B.2 XL390 se srušio u SAD-u nakon što je zastao u zraku na visini od 120 m. Svi članovi posade su poginuli.

## Pregled svih inačica
Prototipovi
Prije proizvodnje, izgrađena su dva prototipa koji su naknadno modificirani i prilagođavani da se dobiju najbolje preformanse.
B.1
Prva proizvodna inačica s 4 podkrilne zračne kočnice i kraćim nosom.
B.1A
B.1 opremljen s elektronskim protumjerama smještenim u nosu zrakoplova.
B.2
Bolja inačica B.1 s većim i tanjim krilima i s novim snažnijim Olympus 201 ili 301 motorima. Sadržavala je i radar za praćenje terena i pasivni radara za upozorenje smješten u repu zrakoplova.
B.2 (MMR)
Originalnih 9 B.2 inačica posebno modificirane da obavljaju dužnosti izviđanja na moru. Ova verzija nije imala radar za praćenje terena već u zamjenu, LORAN navigacijski sustav.
K.2
6 B.2 verzija prilagođenih za punjenje goriva u letu.

## Tehničke karakteristike (Vulcan B.1)
Osnovne karakteristike
- posada: 5
- dužina: 29,59 m
- raspon krila: 30,18 m
- površina krila: 330,2 m2
- visina: 7,95 m

Letne karakteristike
- najveća brzina: 1.040 km/h
- ekonomska brzina: 912 km/h
- dolet: 4.171 km
- najveća visina leta: 17.000 m
- motor: 4× Bristol Olympus 101, ili 102 ili 104 turbomlazna motora

## Vanjske poveznice
- Avro Vulcan - studysupport.info   Arhivirana inačica izvorne stranice od 11. kolovoza 2018. (Wayback Machine)
- vulcantothesky.org
- avrovulcan.org.uk
- avrovulcan.com
- Avro Vulcan - aircraft.co.za